# 1846 au Nouveau-Brunswick
Chronologie du Nouveau-Brunswick
- 1842
- 1843
- 1844
- 1845
- 1846
- 1847
- 1848
- 1849
- 1850

Cette page concerne les événements survenus en 1846 dans la colonie britannique du Nouveau-Brunswick.

## Naissances
- 17 février : Frederick P. Thompson, sénateur.
- 27 février : François-Xavier Cormier, prêtre.
- 1er mai : Pierre-Amand Landry, député.
- 23 août : Alphonse Bertrand, député.
- 26 octobre : Gilbert Girouard, député.